# Лоргус, Андрей Вадимович
Андре́й Вадимович Ло́ргус (25 марта 1956, Палатка, Тенькинский район, Магаданская область) — русский православный священник, писатель, психолог, ректор, преподаватель и общественный деятель.

## Биография
Андрей Вадимович родился 25 марта 1956 года. Прадед — протоиерей Димитрий Богоявленский, настоятель Троицкой церкви посёлка Купавна в Московской губернии. Дмитрий Богоявленский был расстрелян 21 ноября 1937 года в Бутовском полигоне.
Андрей Вадимович окончил факультет психологии МГУ в 1982 году. В 1992 году он закончил Московскую духовную семинарию. В 1993 году рукоположён в сан священника и назначен служить в храм пророка Илии Обыденного. Также был назначен настоятелем строящегося храма Державной иконы Божией Матери в Чертанове.
Является основателем домового храма Святого мученика Трифона при Психоневрологическом интернате № 30 и храма Живоначальной Троицы в Чертанове.
Служил в храме святителя Николая на Трёх Горах. В 2009 году организовал первый в России Институт христианской психологии (ИХП). Андрей Вадимович является ректором данного института. Неоднократно выступал на телевидении. За свою работу Андрей Вадимович был удостоен наград и различных званий. Также Андрей Лоргус автор нескольких книг о христианстве, ряда публикаций на тему отношения человека и религии.
25 мая 2018 года выведен из клира храма за штат (на пенсию), согласно поданному прошению, с правом участия в богослужениях храма свт. Николая Мирликийского на Трёх горах города Москвы, по согласованию с настоятелем храма.
Женат, есть несколько детей и внуков.